# Zabrops argutus
Zabrops argutus är en tvåvingeart som beskrevs av Fisher 1977. Zabrops argutus ingår i släktet Zabrops och familjen rovflugor. Inga underarter finns listade i Catalogue of Life.